# Austral-Asia Cup 1990
Der Austral-Asia Cup 1990 war ein Sechs-Nationen-Turnier, das vom 25. April bis zum 4. Mai 1990 in den Vereinigten Arabischen Emiraten im One-Day Cricket ausgetragen wurde. Bei dem zur internationalen Cricket-Saison 1990 gehörenden Turnier nahmen die Mannschaften aus Australien, Bangladesch, Indien, Neuseeland, Pakistan und Sri Lanka teil. Im Finale konnte sich Pakistan mit 36 Runs gegen Australien durchsetzen.

## Vorgeschichte
Für alle Mannschaften war es der erste Auftritt der Saison.

## Format
In einer Vorrunde spielte jede Mannschaft gegen jede in zwei Gruppen je drei Mannschaften. Für einen Sieg gab es zwei, für ein Unentschieden oder No Result einen Punkt. Die beiden Gruppenersten qualifizierten sich für das Halbfinale und spielten dort um den Turniersieg.

## Stadion
Der folgende Austragungsort wurde für das Turnier ausgewählt.
| Stadion                             | Stadt   | Kapazität | Spiele                |
| ----------------------------------- | ------- | --------- | --------------------- |
| Sharjah Cricket Association Stadium | Sharjah | 27.000    | 1. – 6. Spiel; HF & F |

## Spiele

### Vorrunde
Tabelle
| Gruppe A  | Sp. | S | N | U | R | NR | BP | Punkte | NRR    |
| --------- | --- | - | - | - | - | -- | -- | ------ | ------ |
| Pakistan  | 2   | 2 | 0 | 0 | 0 | 0  | 0  | 8      | +0.890 |
| Sri Lanka | 2   | 1 | 1 | 0 | 0 | 0  | 0  | 4      | −0.749 |
| Indien    | 2   | 0 | 2 | 0 | 0 | 0  | 0  | 0      | −0.136 |

Sieg: 4 Punkte; Remis: 2 Punkte
Spiele
| 25. April Scorecard | Sharjah | Indien 241-8 (50)               | – | Sri Lanka 242-7 (49.2) |
|                     |         | Sri Lanka gewinnt mit 3 Wickets |   |                        |

| 27. April Scorecard | Sharjah | Pakistan 235-9 (50)          | – | Indien 209 (46.3) |
|                     |         | Pakistan gewinnt mit 26 Runs |   |                   |

| 29. April Scorecard | Sharjah | Pakistan 311-8 (50)          | – | Sri Lanka 221 (47.4) |
|                     |         | Pakistan gewinnt mit 90 Runs |   |                      |

Tabelle
| Gruppe B    | Sp. | S | N | U | R | NR | BP | Punkte | NRR    |
| ----------- | --- | - | - | - | - | -- | -- | ------ | ------ |
| Australien  | 2   | 2 | 0 | 0 | 0 | 0  | 0  | 8      | +1.989 |
| Neuseeland  | 2   | 1 | 1 | 0 | 0 | 0  | 0  | 4      | +0.980 |
| Bangladesch | 2   | 0 | 2 | 0 | 0 | 0  | 0  | 0      | −3.230 |

Sieg: 4 Punkte; Remis: 2 Punkte
Spiele
| 26. April Scorecard | Sharjah | Australien 258-5 (50)          | – | Neuseeland 195-7 (50) |
|                     |         | Australien gewinnt mit 63 Runs |   |                       |

| 28. April Scorecard | Sharjah | Neuseeland 338-4 (50)           | – | Bangladesch 177-5 (50) |
|                     |         | Neuseeland gewinnt mit 161 Runs |   |                        |

| 30. April Scorecard | Sharjah | Bangladesch 134-8 (50)           | – | Australien 140-3 (25.4) |
|                     |         | Australien gewinnt mit 7 Wickets |   |                         |

### Platzierungsspiele
Halbfinale
| 1. Mai Scorecard | Sharjah | Neuseeland 74 (31.1)           | – | Pakistan 77-2 (15.4) |
|                  |         | Pakistan gewinnt mit 8 Wickets |   |                      |

| 2. Mai Scorecard | Sharjah | Australien 332-3 (50)           | – | Sri Lanka 218 (45.4) |
|                  |         | Australien gewinnt mit 114 Runs |   |                      |

Finale
| 4. Mai Scorecard | Sharjah | Pakistan 266-7 (50)          | – | Australien 230 (46.5) |
|                  |         | Pakistan gewinnt mit 36 Runs |   |                       |